# Primera División de Costa Rica
Primera División de Costa Rica este un campionat de fotbal din zona CONCACAF, America Centrală.

## Campioane după club (1921–2010)
| Club                      | Nr. campionate | Vice-campioană |
| ------------------------- | -------------- | -------------- |
| Saprissa                  | 29             | 15             |
| Alajuelense               | 24             | 18             |
| Herediano                 | 21             | 10             |
| La Libertad               | 6              | 7              |
| Cartaginés                | 3              | 10             |
| Orión                     | 2              | 6              |
| Municipal Puntarenas      | 1              | 3              |
| Uruguay de Coronado       | 1              | 1              |
| Universidad de Costa Rica | 1              | 0              |
| Carmen                    | 1              | 0              |
| Gimnástica Española       | 0              | 7              |
| Alajuela Junior           | 0              | 2              |
| Barrio México             | 0              | 1              |
| Limonense                 | 0              | 1              |
| Pérez Zeledón             | 0              | 1              |
| Puntarenas                | 0              | 1              |
| Santos de Guápiles        | 0              | 1              |

## Lista campioanelor și a vice-campioanelor după an
| Year            | Campioane                 | Vice-Campioane       |
| --------------- | ------------------------- | -------------------- |
| 1921            | Herediano                 | Gimástica Española   |
| 1922            | Herediano                 | La Libertad          |
| 1923            | Cartaginés                | La Libertad          |
| 1924            | Herediano                 | Cartaginés           |
| 1925            | La Libertad               | Herediano            |
| 1926            | La Libertad               | Cartaginés           |
| 1927            | Herediano                 | La Libertad          |
| 1928            | Alajuelense               | Gimástica Española   |
| 1929            | La Libertad               | Alajuelense          |
| 1930            | Herediano                 | Gimástica Española   |
| 1931            | Herediano                 | Orión                |
| 1932            | Herediano                 | La Libertad          |
| 1933            | Herediano                 | Gimástica Española   |
| 1934            | La Libertad               | Alajuela Junior      |
| 1935            | Herediano                 | Alajuela Junior      |
| 1936            | Cartaginés                | La Libertad          |
| 1937            | Herediano                 | Gimástica Española   |
| 1938            | Orión                     | Gimástica Española   |
| 1939            | Alajuelense               | Herediano            |
| 1940            | Cartaginés                | Orión                |
| 1941            | Alajuelense               | La Libertad          |
| 1942            | La Libertad               | Gimástica Española   |
| 1943            | Universidad de Costa Rica | Alajuelense          |
| 1944            | Orión                     | Herediano            |
| 1945            | Alajuelense               | Orión                |
| 1946            | La Libertad               | Herediano            |
| 1947            | Herediano                 | La Libertad          |
| 1948            | Herediano                 | Alajuelense          |
| 1949            | Alajuelense               | Orión                |
| 1950            | Alajuelense               | Saprissa             |
| 1951            | Herediano                 | Orión                |
| 1952            | Saprissa                  | Alajuelense          |
| 1953            | Saprissa                  | Herediano            |
| 1954            | Vacated                   | Vacated              |
| 1955            | Herediano                 | Saprissa             |
| 1956            | Vacated                   | Vacated              |
| 1957            | Saprissa                  | Alajuelense          |
| 1958            | Alajuelense               | Saprissa             |
| 1959            | Alajuelense               | Saprissa             |
| 1960            | Alajuelense               | Herediano            |
| 1961 ASOFUTBOL  | Herediano                 | Saprissa             |
| 1961 FEDEFUTBOL | Carmen                    | Uruguay de Coronado  |
| 1962            | Saprissa                  | Alajuelense          |
| 1963            | Uruguay de Coronado       | Saprissa             |
| 1964            | Saprissa                  | Orión                |
| 1965            | Saprissa                  | Alajuelense          |
| 1966            | Alajuelense               | Saprissa             |
| 1967            | Saprissa                  | Alajuelense          |
| 1968            | Saprissa                  | Cartaginés           |
| 1969            | Saprissa                  | Alajuelense          |
| 1970            | Alajuelense               | Saprissa             |
| 1971            | Alajuelense               | Saprissa             |
| 1972            | Saprissa                  | Alajuelense          |
| 1973            | Saprissa                  | Cartaginés           |
| 1974            | Saprissa                  | Herediano            |
| 1975            | Saprissa                  | Cartaginés           |
| 1976            | Saprissa                  | Barrio México        |
| 1977            | Saprissa                  | Cartaginés           |
| 1978            | Herediano                 | Municipal Puntarenas |
| 1979            | Herediano                 | Cartaginés           |
| 1980            | Alajuelense               | Herediano            |
| 1981            | Herediano                 | Limonense            |
| 1982            | Saprissa                  | Municipal Puntarenas |
| 1983            | Alajuelense               | Municipal Puntarenas |
| 1984            | Alajuelense               | Saprissa             |
| 1985            | Herediano                 | Alajuelense          |
| 1986            | Municipal Puntarenas      | Alajuelense          |
| 1987            | Herediano                 | Cartaginés           |
| 1988            | Saprissa                  | Herediano            |
| 1989            | Saprissa                  | Alajuelense          |
| 1990            | Vacated                   | Vacated              |
| 1990-91         | Alajuelense               | Saprissa             |
| 1991-92         | Alajuelense               | Saprissa             |
| 1992-93         | Herediano                 | Cartaginés           |
| 1993-94         | Saprissa                  | Alajuelense          |
| 1994-95         | Saprissa                  | Alajuelense          |
| 1995-96         | Alajuelense               | Cartaginés           |
| 1996-97         | Alajuelense               | Saprissa             |
| 1997-98         | Saprissa                  | Alajuelense          |
| 1998-99         | Saprissa                  | Alajuelense          |
| 1999-2000       | Alajuelense               | Saprissa             |
| 2000-01         | Alajuelense               | Herediano            |
| 2001-02         | Alajuelense               | Santos de Guápiles   |
| 2002-03         | Alajuelense               | Saprissa             |
| 2003-04         | Saprissa                  | Herediano            |
| 2004–05         | Alajuelense               | Pérez Zeledón        |
| 2005–06         | Saprissa                  | Puntarenas           |
| 2006–07         | Saprissa                  | Alajuelense          |
| 2007 Apertura   | Saprissa                  | Herediano            |
| 2008 Clausura   | Saprissa                  | Alajuelense          |
| 2008 Apertura   | Saprissa                  | Alajuelense          |
| 2009 Clausura   | Liberia Mía               | Herediano            |
| 2009 Apertura   | Brujas                    | Puntarenas           |
| 2010 Clausura   | Saprissa                  | San Carlos           |